# Narcisa de Leon
Narcisa de Leon (San Miguel, 29 oktober 1877 - Manilla, 6 februari 1966), ook bekend als Doña Sisang, was een Filipijns filmproducent.

## Biografie
Narcisa de Leon werd geboren op 29 oktober 1877 in San Miguel in de Filipijnse provincie Bulacan. Haar ouders waren Justo Buencamino en Anastacia Lim. De Leon volgde geen noemenswaardig onderwijs en assisteerde haar moeder in het familiebedrijf na de dood van haar vader. In 1904 trouwde ze met Jose de Leon, burgemeester van San Miguel en een lokale landeigenaar. Na diens dood in 1934 was ze actief als zakenvrouw. In 1938 richtte ze samen met twee anderen de filmstudio LVN Pictures op. De letters LVN stonden voor de eerste letters van de achternamen van de drie: Narcisa de Leon, Carmen Villongco en Eleutorio Navao jr. In 1940 werd De Leon president van LVN Pictures.
Onder haar leiding groeide LVN Pictures uit tot een van de grote vier filmstudio's van de Filipijnen. De studio produceerde vele films en vele filmsterren zoals: Nida Blanca, Charito Solis, Luz Valdez, Mila del Sol, Delia Razon, Armando Goyena, Luz Valdez en Mario Montenegro. Ze introduceerde begin jaren 40 de kleurenfilm met Ibong Adarna (1941). Na de Tweede Wereldoorlog bracht ze met LVN de eerste film in het Tagalog uit, Orasang Ginto (1946). Ook was ze producent van de films Anak Dalita (1956) en Badjao (1957) van Lamberto Avellana, die prijzen wonnen op het Asian Film Festival. Ze ontving diverse onderscheidingen voor haar werk. In 1960 werd ze onderscheiden met een Presidential Merit Award. Ondanks het grote succes van veel van de LVN-films in de jaren 40 en 50 raakte de filmstudio eind jaren 50 in financiële problemen. In 1961 stopte LVN met films produceren en deed men alleen nog postproductie. De Leon werkt nadien, ondanks haar hoge leeftijd, nog tot vlak voor haar dood, door als filmproducente bij Dalisay Pictures.
De Leon stond in San Miguel tevens bekend als een filantroop. Zo financierde ze in 1929 samen met haar man een ziekenhuis aan haar geboorteplaats. Later financierde ze nog een schoolgebouw en de renovatie van de lokale kerk. Ook doneerde ze diverse keren aan wezenhuizen en andere goede doelen. Narcisa de Leon overleed in 1966 op 88-jarige leeftijd aan gevolgen van astma en complicaties met haar nieren in het Manila Doctors Hospital. Ze was vanaf 1904 tot diens dood in 1934 getrouwd met Jose de Leon, een voormalig burgemeester van San Miguel. Samen kregen ze vijf kinderen. De Leon werd begraven op Manila North Cemetery.